# Next Time
Next Time (v makedonské cyrilici někdy „Некст Тајм“) je severomakedonské bratrské rockové duo. Jeho členy jsou dvojčata Stefan (zpěv) a Martin (kytara, doprovodné vokály) Filipovski.

Formace vešla ve známost reprezentací Makedonie na Eurovizi 2009 v Moskvě s písní „Nešto Što Kje Ostane“.

## Historie skupiNy
Next Time, původně garážová kapela, byli objeveni v roce 2008 hudebníkem a producentem Jovanem Jovanovem, který bratrům nabídl smlouvu s vydavatelstvím Plan B Production. V Jovanovově produkci vydali v květnu 2008 debutový singl „Ne Veruvam Vo Tebe“ („Не верувам во тебе“), který zabodoval v makedonských hitparádách.

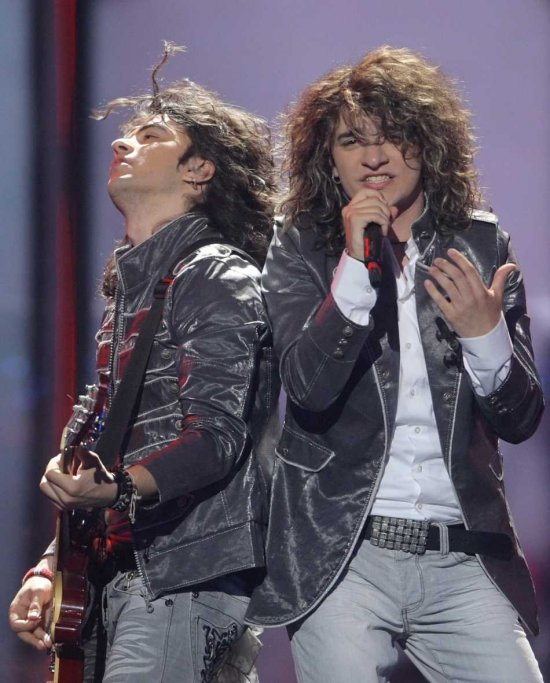
Next Time vystupují na Eurovizi 2009 v Moskvě

S následujícími singy „Me Misliš Li?“ („Ме мислиш ли?“), „Me Ostavi Sam Da Živeam“ („Ме остави сам да зивеам“) a „Bez Tebe Tivko Umiram“ (Без тебе тивко умирам) vystoupili na řadě festivalů (mimo jiné MakFest či Ohrid Fest) a obdrželi několik ocenění.

V prosinci 2008 Next Time vydali stejnojmenné debutové album, díky kterému nabyli ve své domovině značné popularity.
V únoru 2009 se následně zúčastnili soutěže Skopje Fest, jejíž vítěz získá právo reprezentovat Makedonii na Eurovizi. S písní „Nešto Što Kje Ostane“ („Нешто што ќе остане“) zvítězili se ziskem 4 176 diváckých hlasů (pouze o osm víc než finalista na druhém místě) a sedmi bodů od odborné poroty (4. místo; v kompletním součtu však získali nejvíce bodů).
12. května 2009 Next Time vystoupili v prvním semifinále Eurovize 2009. Se ziskem 45 bodů obsadili 10. místo, odborná porota však jako desátého postupujícího vybrala skupinu Waldo's People, zástupce Finska.

## Diskografie

### Alba
- Next Time (2008)
- Na Krajot Od Denot (На крајот од денот) (2011)

### Singly
- „Ne Veruvam Vo Tebe“ (2008)
- „Me Misliš Li?“ (2008)
- „Me Ostavi Sam Da Živeam“ (2008)
- „Bez Tebe Tivko Umiram“ (2008)
- „Caruso“ (2008)
- „Nešto Što Kje Ostane“ (2009)
- „The Sweetest Thing That Will Remain“ (2009)
- „Koga Lazes Kade Gledas?“ (2009)
- „Dekemvri“ (2009)
- „Ramo Za Placenje“ (2010)
- „Ubava“ (2010)
- „Na Krajot Od Denot“ (2010)
- „Nedostajes Mi Vec“ (2011)
- „Rap n Roll“ (2011)
- „Lice Od Raj“ (2012)
- „Next“ (2013)